# Zévaco
Zévaco är en kommun i departementet Corse-du-Sud på ön Korsika i Frankrike. Kommunen ligger  i kantonen Zicavo som tillhör arrondissementet Ajaccio. År 2022 hade Zévaco 51 invånare.

## Befolkningsutveckling
Antalet invånare i kommunen Zévaco
Referens:INSEE